# Суюндюково (Бакалинський район)
Суюндю́ково (рос. Суюндюково, башк. Һөйөндөк) — село (в минулому присілок) у складі Бакалинського району Башкортостану, Росія. Входить до складу Урманаєвської сільської ради.
Населення — 147 осіб (2010; 185 у 2002).
Національний склад:
- башкири — 75 %

У селі народився татарський літератор Фаїз Зулькарнаєв (1951-1994).